# The Trial of Mary Dugan (1941)
The Trial of Mary Dugan is een Amerikaanse dramafilm uit 1941 onder regie van Norman Z. McLeod.

## Verhaal
Mary Dugan wordt tegen haar zin langer vastgehouden in een tuchtschool, omdat ze inkt heeft gegooid naar een leraar. Ze loopt weg en wil onderduiken bij haar stiefvader in Los Angeles. Hij blijkt echter te zijn gestorven in een verkeersongeluk. De bestuurder van de wagen biedt Mary een baan aan als stenografe in zijn bedrijf. Ze wordt er verliefd op de advocaat George Blake. Wanneer hij een baan krijgt aangeboden in Chili, wil George daarheen als een getrouwd stel. Mary is bang dat haar verleden bekend zal worden, wanneer ze een paspoort aanvraagt.

## Rolverdeling
| Acteur           | Personage         |
| ---------------- | ----------------- |
| Laraine Day      | Mary Dugan        |
| Robert Young     | Jimmy Blake       |
| Tom Conway       | Edgar Wayne       |
| Frieda Inescort  | Mevrouw Wayne     |
| Henry O'Neill    | Galway            |
| John Litel       | Mijnheer West     |
| Marsha Hunt      | Agatha Hall       |
| Sara Haden       | Juffrouw Matthews |
| Marjorie Main    | Mevrouw Collins   |
| Nora Perry       | Sally             |
| Alma Kruger      | Dr. Saunders      |
| Pierre Watkin    | Rechter Nash      |
| Addison Richards | Kapitein Price    |
| Francis Pierlot  | John Masters      |